# Hugues Vincent
Hugues Vincent (* 29. April 1974 in Paris; † 9. Januar 2024 in Montreuil) war ein französischer Cellist, Komponist und Improvisator.

## Biografie
Hugues Vincent besuchte die Perceval-Schule in Chatou, eine Waldorfschule, wo er den Bratschisten Frantz Loriot kennenlernte. Er begann sein klassisches Cellostudium bei Denise Cherret und studierte Jazz am EDIM und am Konservatorium von Montreuil. Er erwarb einen Abschluss in Musikwissenschaft und ein CAPES in Musik an der Universität Paris VIII und besuchte Workshops und Meisterkurse für Improvisation bei Sophia Domancich, Didier Levallet, Régis Huby, Vincent Courtois, Ernst Reijseger, Barre Phillips und Joëlle Léandre.
Seine musikalischen Einflüsse reichen von Bach über Bartok bis zum Cellisten Tom Cora, der 1991 mit der niederländischen experimentellen Post-Punk-Gruppe The Ex das Album Scrabbling at the Lock aufnahm.
Nachdem er in der Punkband Les Putois Gitarre gespielt hatte, gründete Hugues Vincent 1992 in Nanterre die Streicher-Ska-Gruppe Le Pélican Frisé mit Piéro an der Gitarre und als Sänger, Maryline am Schlagzeug, Christo und Julien Gesang. Zwischen 1999 und 2013 veröffentlichte die Gruppe fünf Alben und erlebte die Nachfolge zahlreicher Musiker, darunter Hugues Vincents Bruder Marc (Polo), Frantz, bekannt als Krank, Sylvain am Schlagzeug, Terence an Keyboards und Klarinette.
Hugues Vincents musikalischer Horizont ist breit gefächert. Er beteiligt sich an verschiedenen Projekten wie Bobun (mit Frantz Loriot), Dareda, Ganjin (mit Frantz Loriot und Schlagzeuger Yuko Oshima), Mam'Sika, Mop Meuchine, The Octopus, Tilbol mit dem Gitarristen Pascal Maupeu und Schlagzeuger Colin Neveux, das Yasaï-Trio oder die Gruppe Wooonta, sein neuestes Projekt.
Er spielte mit russischen Musikern wie Vladimir Kudryavtsev und Alexei Borisov, in Taiwan mit den Musikern der Gruppe Wooonta oder mit der algerischen Musikerin Yacine Kheddaoui. Den letzten Teil seines Lebens pendelte er zwischen Frankreich und Japan, wo er mit vielen japanischen Musikern wie Ryoji Hojito, Maki Hachiya, Yuta Yokoyama, Shota Koyama, Takumi Seino, Morishige Yasumune und seinem Partner, dem Saxophonisten und Klarinettisten, zusammenarbeitete. Das Duo war Gast in der Sendung Tapage Nocturne auf Radio France.
Hugues Vincent war nicht nur Musiker, sondern auch Lehrer und Erzieher. Er gab zeitlebens Musik- und Musiktheorieunterricht und vermittelte seine Leidenschaft für Musik, aber auch seine Art, intensive, anspruchsvolle und kompromisslose Musik zu erleben. Ab 2016 unterrichtete er insbesondere am IMEP – Paris College of Music.
Er starb am 9. Januar 2024 in Montreuil im Alter von 49 Jahren an einem Gehirntumor.
Ihm wurden zahlreiche Ehrungen zuteil, insbesondere bei La Guillotine in Montreuil am 22. März 2024 oder im Radio France Musique in der Sendung À l’improviste am 21. Januar 2024.

## Diskographie
- 2010: Onkyo No Hako – Music For Solo Cello, Odiolorgnette/Soliloq Edition
- 2012: Bobun, Suite Pour Machines À Mèche mit Frantz Loriot, Creative Sources
- 2013: L’oiseau de Meobius, Airplane Label, Fukuchu Records
- 2013: Early Electro Acoustic Works, Odiolorgnette/Soliloq Edition
- 2014: Fragment, mit Morishige Yasumune, Improvising Beings
- 2014: Free Trees, mit Vladimir Kudryavtsev et Maria Logofet, Leo Records
- 2014: One Room, топот
- 2015: Tagtraum, mit John Cuny, Improvising Beings
- 2015: Cello Pieces, Zpoluras Archives
- 2015: Last Tree, mit Takumi Seino, Voice Of Silence Records
- 2016: Four Pillars of Destiny, avec Maki Hachiya, Yuta Yokoyama et Shota Koyama, Improvising Beings
- 2017: Strange Days, mit Ryoji Hojito, Improvising Beings
- 2023: Wooonta, Not On Label (Wooonta Self-released)

Mit le Pélican Frisé
- 1999: Y’en a d’dans
- 2001: En chair et en os
- 2005: Ska, Bières et Rock’n’roll
- 2009: Asozial
- 2013: "LIVE 1992–2012" (Vinyle 33 t)

Mit Tilbol
- 2005: Tilbol
- 2008: La femme de qui ?
- 2016: Tilbol#3 (EP)